# Бои за Северодонецк (2022)
Бои за Северодонецк — боевые действия в Луганской области Украины в ходе вторжения России в Украину в 2022 году. С 2014 года Северодонецк являлся временным административным центром Луганской области, подконтрольным Украине. Бои начались 5 марта 2022 года. К маю 2022 года Северодонецк и его непосредственный сосед, город Лисичанск, были последними оставшимися украинскими крупными опорными пунктами в Луганской области. 24 июня 2022 года украинским войскам было приказано отступить из города, а на следующий день Вооружённые силы РФ и Народная милиция ЛНР оккупировали Северодонецк.
Бои за Северодонецк не имели стратегического значения. В битве за Северодонецк Украина понесла большие потери, а российские силы были измотаны и израсходовали большое количество снарядов. По всей видимости, и Россия, и Украина считают битву успешной: Россия оккупировала Северодонецк и Лисичанск и сковала крупные силы ВСУ, а Украина заставила противника потратить большой объём ресурсов. По оценке военных экспертов, выигранная битва нанесла силам РФ больше вреда, чем пользы, когда потраченные в Северодонецке ресурсы обеспечили возможность последующих наступлений Украины под Херсоном и Харьковом.

## Силы сторон

### Россия
- Неустановленные подразделения 20-й гвардейской общевойсковой армии[2];
- 423-я гвардейский мотострелковый полк[9];
- 13-й гвардейский танковый полк[9];
- 30-я отдельная мотострелковая бригада[10];
- 12-я отдельная гвардейская инженерная бригада[11].

## Ход боевых действий

Карта боёв за агломерацию.

### Март
1 марта
По заявлениям главы военно-гражданской администрации Луганской области Сергея Гайдая, в результате обстрела Северодонецка один человек погиб и несколько были ранены, повреждены газопроводы.
5 марта
Генеральный штаб Вооружённых сил Украины заявил, что части 20-й общевойсковой армии России пытались продвигаться в направлении Северодонецка, однако были остановлены вдоль реки Северский Донец. Институт по изучению войны (ISW) предположил, что речь может идти о 3-й мотострелковой дивизии. В дальнейшем украинский Генштаб заявил, что две российские батальонные тактические группы пытались продвигаться вдоль Северского Донца на юго-восток, однако не достигли значительных результатов.
6 марта
Украинские силы провели контратаку по российским войскам под Северодонецком.
11 марта
Российские силы продолжили безуспешные атаки Северодонецка.
12 марта

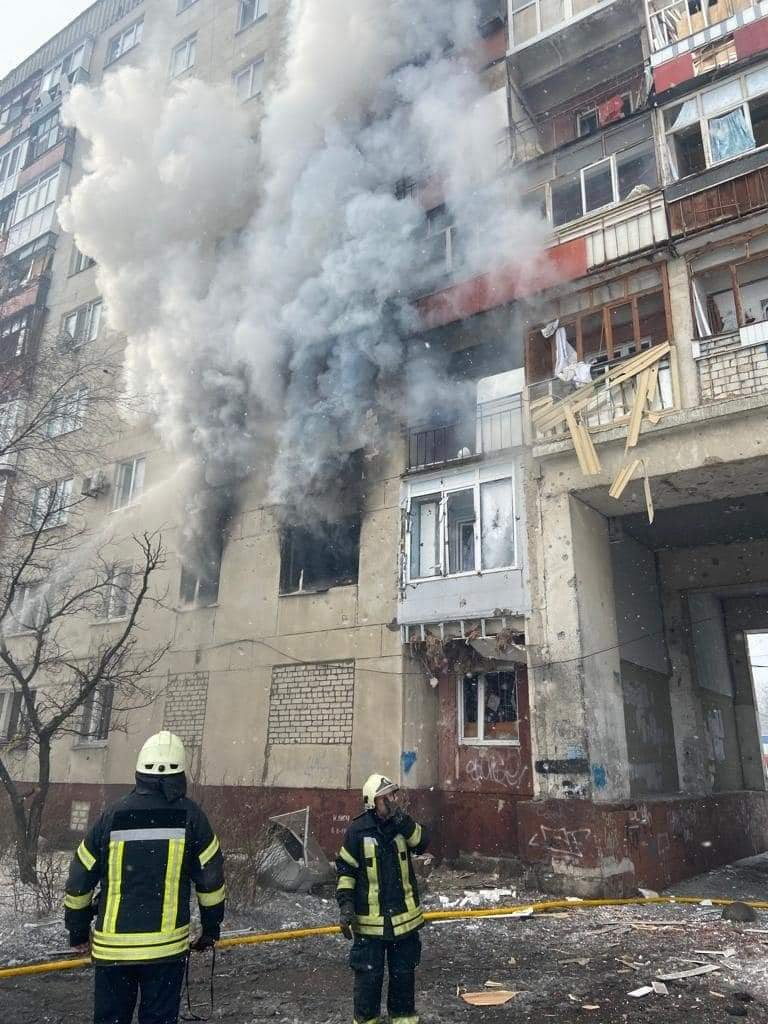
Жилой дом после обстрела 12 марта

Генштаб ВС Украины сообщил, что российские войска перебросили дополнительные резервы на Северодонецк и Сватово, но не предпринимали никаких штурмовых операций.
13 марта
Генштаб ВСУ сообщил, что российские силы собирают резервы в Луганской области для возобновившегося штурма Северодонецка, и что российскими силами было предпринято несколько неудачных атак. Министерство обороны России заявило, что российские силы заняли восточные и юго-восточные окраины Северодонецка.
Глава военно-гражданской администрации Луганской области Сергей Гайдай сообщил об обстрелах города, в результате которых один человек погиб, и несколько людей получили ранения.
15 марта
Генеральный штаб ВС Украины заявил, что приоритетом российских войск стало усиление позиций на западных окраинах Северодонецка.
16 марта
Украинские войска отбили несколько атак на Северодонецк и Лисичанск. Минобороны России заявило, что штурм Северодонецка ведут силы ЛНР.
17 марта
Генштаб Вооружённых сил Украины сообщил, что российские войска готовят возобновление атак на Северодонецк, а в районе населённого пункта Сиротино — понесли потери и отступили.
18 марта
Силы ЛНР продолжили обстрел украинских позиций в Северодонецке.
20 марта
Генштаб ВС Украины заявил, что российские силы продолжают попытки захвата Северодонецка, однако украинская оборона продолжает стоять.
22 марта
Генштаб ВСУ заявил, что российские силы сконцентрировали силы на захвате Рубежного, Северодонецка и Попасной, однако атаки безрезультатны.
25 марта
Российские силы приостановили наземные операции для перегрупировки.

### Апрель
9 апреля
Российские силы сконцентрировались на атаках на Попасную, Рубежное и Северодонецк, однако не достигли значительных успехов в продвижении. Также сообщается, что около Северодонецка были замечены элементы 423-го мотострелкового полка и 13-го танкового полка.
10 апреля
Российские силы продолжают атаки на Северодонецк, однако не достигли больших успехов.
11 апреля
Российским силам не удалось достичь хороших успехов.
12 апреля
Российские силы продолжают безуспешные атаки на Лисичанск и Северодонецк, в основном полагаясь на артиллерийские удары.
13 апреля
Российские силы снова предприняли безрезультатные атаки на Северодонецк.
14 апреля
Генштаб ВС Украины заявил, что российские войска передислоцируют элементы 2-й общевойсковой армии с Черниговского направления на Северодонецкое.
16 апреля
Российские войска продолжили артобстрелы города, в результате которых была уничтожена городская инфраструктура.
17 апреля
Российские войска продолжили безуспешные атаки по городу.
19 апреля
Российские силы продолжили артобстрел Северодонецка и Лисичанска.
20 апреля
Российские войска, вероятно, заняли несколько позиций на окраинах Северодонецка.
21 апреля
Российские силы продолжают фокусировать наступление на Рубежном, Северодонецке и Попасной.
25 апреля
Генштаб Вооружённых сил Украины заявил, что части 30-й отдельной мотострелковой бригады 2-й гвардейской общевойсковой армии понесла большие потери рядом с Северодонецком.
26 апреля
Генштаб ВСУ сообщил, что части 12-й отдельной гвардейской инженерной бригады действуют в районе Северодонецка.
27 апреля
Генштаб ВС Украины подтвердил, что российские силы заняли Новотошковское.
28 апреля
Российские силы провели массированный обстрел украинских позиций в районе Северодонецка, не проводя наземных операций.

### Май
6 мая
Глава военно-гражданской администрации города Александр Стрюк сообщил, что Северодонецк фактически окружён.
Вооружённые силы Российской Федерации продолжили атаки на Воеводовку, а Вороново, скорее всего, смогли занять. Местные украинские и российские источники сообщают, что российские силы атакуют и другие неуточнённые посёлки вокруг Северодонецка, что указывает на стремление окружить город.
7 мая
По словам главы Луганской ОВГА Сергея Гайдая, в городе осталось 10 % жителей.
8 мая
Украинские источники сообщают об активных боях в Воеводовке и Лисичанске. Из-за очередного российского авиаудара в городе пропало электроснабжение. Были обстреляны, среди прочего, две школы.
9 мая
Украинские источники сообщают о тяжёлых боях вокруг Воеводовки.
10 мая
Украинские источники сообщают об интенсивных боях в Воеводовке.
11 мая
Украинские источники сообщают об интенсивных боях в Северодонецке, Лисичанске и Воеводовке.
12 мая
Глава Северодонецкой ВГА Александр Стрюк заявил, что российские войска захватили Воеводовку, что противоречит утверждению Генштаба ВС Украины о неудаче российского наступления.
14 мая
Сергей Гайдай заявил, что украинская артиллерия продолжает отбивать российское наступление на Северодонецк с севера, но отметил, что россияне собрали большое количество техники в этом районе.
15 мая
Сергей Гайдай заявил, что российские силы развязали бои в посёлках приблизительно в 4 километрах на северо-восток и 5 километрах на юго-запад от Северодонецка. Также он заявил, что россияне перебрасывают подкрепления для наступления с северо-востока и юго-востока на Северодонецк.
16 мая
Генштаб ВС Украины заявил, что российские силы не предпринимали активных наземных действий в Северодонецке, проводя вместо этого активные артобстрелы местности.
17 мая
Генштаб ВСУ заявил о том, что российские войска понесли большие потери в районе Северодонецка и были вынуждены отступить.
25 мая
Сообщается, что российские силы приблизились к Северодонецку на достаточное для ведения миномётного огня расстояние. Минобороны Украины заявило, что российские войска провели несколько атак в районе Северодонецка и Лисичанска.
28 мая
Глава Луганской областной администрации Сергей Гайдай заявил, что украинским силам под Северодонецком, возможно, придётся отступить из региона, чтобы не быть окружёнными и захваченными российскими войсками. Также, по его словам, в городе повреждено около 90 % зданий, в результате последнего обстрела разрушено 14 многоэтажек.
29 мая
Сообщалось о боях за единственную дорогу, соединяющую Северодонецк с подконтрольными Украине территориями. По мнению аналитиков, Украине придётся решать вопрос об отводе войск и поэтому сохранение контроля за этой дорогой очень важно.
В тот же день украинские военные заявили, что российские войска укрепили свои позиции на северо-восточной и юго-восточной окраинах Северодонецка и осуществляется переброска в этот район дополнительной техники и боеприпасов для продолжения наступления.
30 мая
Российские войска вошли в центр Северодонецка.
Сергей Гайдай заявил, что в результате обстрела российскими войсками бронированного эвакуационного автомобиля от осколочного ранения в шею погиб французский журналист Фредерик Леклерк-Имхофф. Также он сообщил, что российские войска вышли на окраину Северодонецка в условиях ожесточенных боев.
31 мая
В ночь на 31 мая глава ЛНР Леонид Пасечник заявил о контроле ЛНР над одной третью Северодонецка.
Мэр Северодонецка Александр Стрюк заявил, что российские войска занимают около половины города; по его оценкам, из предвоенных 100 000 населения в разрушенном городе осталось около 13 000 гражданских, а количество погибших уже превышает полторы тысячи человек.
Губернатор Луганской области Сергей Гайдай заявил, что Россия контролирует большую часть Северодонецка. Вашингтонский Институт изучения войны сообщил, что российские войска, включая чеченские подразделения контролируют до 70 % Северодонецка. Силы ВСУ в свою очередь выводятся из центра города.

### Июнь
1 июня
По заявлению Сергея Гайдая, под российский обстрел попал бак с азотной кислотой на химическом заводе. Также он заявил, что российская армия контролирует около 70 % города, а ВСУ совершили отход на более выгодные позиции.
2 июня
По данным Министерства обороны Великобритании, Россия взяла под свой контроль большую часть Северодонецка, однако российские войска несут потери.
3 июня
В результате контратаки украинские войска отвоевали 20 % ранее утраченных территорий города.
5 июня
Сергей Гайдай заявил, что ВСУ вновь контролирует половину города.
В то же время о полном или почти полном контролем над городом российские источники говорят уже несколько дней.
6 июня
Глава Луганской областной администрации описал ситуацию следующим образом: «Нашим защитникам удалось на время контратаковать — они освободили почти половину города. Однако сейчас ситуация для нас снова ухудшилась». О дороге Лисичанск-Северодонецк Гайдай сказал: «Русские эту дорогу не контролируют, но вся трасса обстреливается. Русские накопили огромные резервы. Время покажет, хватит ли им сил пойти по этому пути». Он заявил, что российские силы «просто невероятны» по количеству и оснащению. Начальник военной разведки Минобороны Украины генерал-майор Кирилл Буданов заявил, что украинские войска медленно продвигаются вперед, несмотря на «десятикратное превосходство противника в артиллерии».
8 июня
Сергей Гайдай заявил: «Никто не собирается сдавать город, даже если нашим военным придется отходить на более укреплённые позиции, так как город постоянно обстреливают. Тем не менее, это не означает, что город сдан». Министерство обороны России заявило: «Украинская группировка на Донбассе несёт значительные потери в живой силе, вооружении и военной технике». Министерство обороны Великобритании заявило: «Маловероятно, что какая-либо из сторон значительно продвинулась вперёд за последние 24 часа».
9 июня
Глава Луганской ОВГА Гайдай заявил, что более 90 % города находится под контролем России.
Командир батальона Национальной гвардии «Свобода» Петр Кусик заявил, что украинская армия втягивает российские войска в городские боевые действия, чтобы свести на нет артиллерийский огонь. Также он заявил: «Вчерашний день был для нас успешным — мы перешли в контрнаступление и в некоторых районах нам удалось отбросить их на один-два квартала. В других они отбросили нас, но всего на один-два дома. потери — если бы каждый день был как вчера, это бы всё скоро кончилось».
Он пожаловался на нехватку артиллерии и медикаментов: «Даже без этих систем мы держимся нормально. Есть приказ удерживать позиции, и мы их держим. Невероятно, что делают хирурги без надлежащего оборудования для спасения солдатских жизней».
10 июня
Министерство обороны Великобритании заявило: «По состоянию на 10 июня российские силы вокруг Северодонецка не продвинулись на юг города. Продолжаются интенсивные уличные бои, и обе стороны, вероятно, несут большие потери».
11 июня
Сергей Гайдай заявил, что в Северодонецке продолжаются уличные бои, а большая часть города занята российскими войсками. Согласно его заявлению, украинские войска успешно ведут уличные бои, однако российская артиллерия уничтожает улицы, отбитые украинскими силами. Также он заявил, что украинские войска контролируют химический завод «Азот», и опроверг информацию российских источников о том, что украинские войска на заводе были заблокированы.
Посол ЛНР в России Родион Мирошник заявил, что ведутся переговоры о сдаче в плен украинских военнослужащих, находящихся в бомбоубежищах завода «Азот», и эвакуации оттуда гражданских. Согласно сообщениям, на заводе могут укрываться около 800 мирных жителей.
12 июня
Главнокомандующий ВС Украины Валерий Залужный заявил, что российская артиллерия дала русским «десятикратное преимущество». По словам главы ЛНР Леонида Пасечника, украинские силы обстреливали Северодонецк с завода «Азот».
13 июня
По словам главы Луганской ОВГА, был разрушен последний из трех мостов, соединяющих Северодонецк с остальной Украиной. Российские войска контролируют 70 % города.
14 июня
Российские военные заявили об организации 15 июня гуманитарных коридоров для эвакуации гражданского населения с территории завода «Азот» в Северодонецке. Эвакуация будет проводиться в направлении Сватова, находящегося под контролем российских сил. Украинская сторона требует организацию гуманитарного коридора в подконтрольный Украине Лисичанск. Стороны обменялись обвинениями в разрушении всех трёх мостов между Северодонецком и Лисичанском.
В заявлении содержались требования о сдаче в плен украинских военных. Согласно заявлению, Россия гарантирует соблюдение Женевских конвенций «об обращении с военнопленными, как это произошло с теми, кто ранее сдался в Мариуполе».
Украинские власти признали, что российская армия взяла под свой контроль 80 % города.
15 июня
Начальник гарнизонной службы НМ ЛНР Александр Никишин заявил, что заблокированным на территории химзавода «Азот» не сказали, что «сегодня будет выход», и оттуда вышел один 74-летний мужчина. Днём посол ЛНР в России Родион Мирошник сообщил о том, что мирный коридор сорван украинской стороной.
Российский ультиматум о сдаче города был проигнорирован.
16 июня
Сообщается, что украинские военные, способные пересечь Северский Донец, начали отступать в Лисичанск для дальнейшей обороны.
18 июня
В Генштабе ВС Украины признали, что украинские силы потерпели неудачу в Метёлкино к юго-востоку от Северодонецка. Сергей Гайдай заявил, что в городе идут «тяжёлые бои».
По заявлениям ТАСС в НМ ЛНР, вечером в поселке Метёлкино под Северодонецком сдалось в плен несколько бойцов батальона «Айдар», в том числе командиры этого батальона. Официальных или независимых подтверждений этой информации не поступало.
Председатель Луганской областной военно-гражданской администрации Сергей Гайдай заявил, что российские войска не контролируют город полностью, и что бои продолжаются. Советник министра внутренних дел Украины Ростислав Смирнов заявил, что украинские войска задействовали САУ «Краб», что позволило стабилизировать оборону.
19 июня
Украинские силы бросили подкрепления на передовые позиции вокруг Тошковки, что к юго-востоку от Северодонецка. По словам украинского чиновника, россияне «добились успеха», но в конечном итоге были остановлены. Было замечено движение в сторону Тошковки украинских танков и установок «Град».
Глава Северодонецкой городской администрации Александр Стрюк заявил, что украинская армия контролирует больше трети города. Глава Луганской ОВГА Сергей Гайдай подтвердил, что украинская армия потеряла контроль над Метёлкином.
20 июня
Сергей Гайдай заявил, что «большая часть города» находится под контролем российской армии, а украинские военные контролируют только промзону и территорию завода «Азот». Он также сообщил, что дорога Лисичанск-Бахмут «почти весь день была обстреляна».
21 июня
Глава Луганской областной администрации заявил, что украинская армия контролирует только химический завод «Азот», а дорога Северодонецк-Лисичанск постоянно находится под артиллерийским обстрелом.
Украинские власти и Генштаб ВСУ заявили о захвате российскими войсками посёлков Тошковка, Мирная Долина и Подлесное, расположенных к югу от Лисичанска.
22 июня
NBC News сообщил о прорыве российских войск около Лисичанска, поставивший украинские силы под угрозу окружения.
23 июня
Российские войска отрезали и окружили города Горское и Золотое.
24 июня
Украинским войскам было приказано уйти из города. Глава военно-гражданской администрации Луганской области Сергей Гайдай заявил по данной ситуации следующее: «Оставаться на позициях, которые месяцами безжалостно обстреливались, просто не имеет смысла. Они получили приказ отступить на новые позиции… и оттуда продолжают свои действия. Нет смысла оставаться на позициях, которые были разрушены в течение нескольких месяцев только ради того, чтобы остаться».
25 июня
По заявлению главы военно-гражданской администрации Северодонецка Александра Стрюка, город полностью перешел под контроль российских войск. Это называют[кто?] крупнейшей неудачей Украины на поле боя с момента потери Мариуполя. Падение города меняет ситуацию на поле боя на востоке Украины. Глава военной разведки Украины назвал падение города «перегруппировкой» украинских сил.
27 июня
По словам начальника ГУР Украины Кирилла Буданова в интервью изданию Financial Times, отступление ВСУ после тяжелых боев из Северодонецка и соседнего города Лисичанска было тактическим шагом во избежание повторения осады «Азовстали» в Мариуполе.

## Оценки
По мнению военных экспертов, успех в захвате Северодонецка был достигнут ценой огромных усилий и жертв, а также не гарантирует победы России в войне против Украины
28 мая Институт изучения войны пришёл к выводу, что российские военные направляли большую часть своих боеспособных сил в битву за Северодонецк, ослабляя другие линии фронта и рискуя истощить оставшиеся войска. ISW предположили, что усилия, затраченные на захват Северодонецка, не соответствуют ограниченной стратегической ценности этого места. Ранее Джек Кин (председатель Института изучения войны) предположил, что индикатором сложной обстановки служит то, что в середине мая генерал Валерий Герасимов, начальник штаба российской армии, посетил восточный фронт, очевидно, пытаясь решить накопившиеся стратегические проблемы.
Затянувшееся более чем на три месяца взятие стотысячного города даже в ходе начавшейся битвы за Донбасс, несмотря на концентрацию российских сил на одном направлении, продвигалось медленнее, чем ожидало российское командование. Эксперты по безопасности говорят, что удержание города, большая часть которого превратилась в руины в результате нескольких месяцев атак (кульминацией которых стали две недели интенсивных бомбардировок), не даёт стратегических преимуществ, кроме железнодорожных и автомобильных развязок. Он имеет лишь символическое значение как административный центр той части Луганской области, которая оставалась под контролем Украины, когда пророссийские сепаратисты захватили остальную часть области в 2014 году.
Президент Украины Владимир Зеленский также оценил ситуацию в Северодонецке как «экстремально тяжёлую», и 1 июня заявил, что Украина ежедневно теряет в боях на востоке (включая бои под Рубежным, Северодонецком, Попасной и Изюмом) до 60—100 солдат убитыми и еще 500 ранеными.
14 июня New York Times охарактеризовали действия украинских войск в Северодонецке как шаг для нанесения максимальных потерь противнику, втянув его в уличные бои и затруднив использование артиллерии. После разрушения последнего моста, соединяющего город с Лисичанском существовал риск окружения северодонецкой группировки украинских сил.
17 июня New York Times со ссылкой на заявления местных жителей и представителей ВСУ сообщили, что значительная часть оставшегося в городе мирного населения (около 8 % от довоенного) из-за усилившейся пропаганды начала придерживаться пророссийской позиции. В частности российские обстрелы жилых районов воспринимались некоторыми оставшимися в городе жителями как украинские, а случаи конфискации личных транспортных средств для нужд ВСУ характеризуются местными жителями как грабежи. По словам местных властей, в Северодонецке из довоенного населения в 160 000 человек, несмотря на продолжающиеся уличные бои, осталось около 10 000 человек.